# Буштень (Долж)
Буштень, Буштені (рум. Bușteni) — село у повіті Долж в Румунії. Входить до складу комуни Мургаші.
Село розташоване на відстані 179 км на захід від Бухареста, 23 км на північ від Крайови.

## Населення
За даними перепису населення 2002 року у селі проживали 237 осіб, усі — румуни. Усі жителі села рідною мовою назвали румунську.